# Solemydidae
Famille
Les Solemydidae sont une famille de tortues aquatiques éteinte.

## Liste des genres
- Solemys Lapparent & Murelaga, 1996